# Ладожский мост
Ла́дожский мост — разводной мост через реку Неву в Ленинградской области, расположенный в 6 километрах от её истока и являющийся первым по течению Невы.
Мост располагается рядом с деревней Марьино Кировского района Ленинградской области на 40 км автодороги Санкт-Петербург—Мурманск (федеральная трасса «Кола»).

## Конструкция
Мост имеет 9 пролётов. Четыре из них перекрыты железобетонными разрезными балками, четыре русловых — неразрезной стальной балкой со сплошной стенкой, параллельными поясами и ортотропной плитой проезжей части, а один — раскрывающимся однокрылым пролётным строением у правого берега. Опоры выполнены из железобетона с гранитной облицовкой. Столбы освещения символизируют связь времён и войн: они заострены, подобно копейным навершиям, тогда как кожухи светильников выполнены в форме наискось срезанных стреляных гильз от снарядов. В 2017 году проведена реконструкция моста и столбы освещения заменены на более функциональные, но не относящиеся к военной тематике. На левом берегу Невы выполнена развязка трассы «Кола» и Шлиссельбургского тракта.

## История строительства
Мост был построен в период с 1978 год по 1983 год по проекту архитектора Ю. И. Синицы и инженеров А. И. Кецлаха и О. Ю. Русинова. Первоначально носил название Марьинский мост. В 1981 году было открыто движение по одной половине моста — по двум полосам, полностью мост был сдан в эксплуатацию в 1983 году.

## Местность
Мост соединяет невские берега в том месте, где в январе 1943 года была уникальная дерево-ледовая переправа для танков Т-34. Глубина Невы в этом месте составляет 18 метров.
В левобережном устое моста находится открытый в 1983 году музей-диорама «Прорыв блокады Ленинграда». Рядом с мостом установлен памятник — танк Т-34. Мост, диорама и памятник являются частью мемориального комплекса «Прорыв».
С 2000  по 2008 годы перед музеем было установлено ещё 4 танка периода Великой Отечественной войны. Среди них танк КВ1. Все танки были найдены на местах сражений и восстановлены до состояния, позволяющего выставить их на обозрение.